# Kabelnetz
Ein Kabelnetz (auch Kabelnetzwerk) ist ein aus mehreren elektrischen Leitungen (Kabeln) zusammengefügtes Netzwerk.
Man unterscheidet je nach Anwendungsbereich zwischen: 
- Breitbandnetz (auch  Koaxialnetz), siehe Kabelfernsehnetz oder auch Kabelfernsehen, technische Einzelheiten siehe auch Netzebene (Kabelnetz)
- Telefonnetz oder auch Verteilnetz (Telekommunikation)
- Stromnetz, siehe auch Netzebene (Stromversorgung) bestehend aus Hochspannungsleitungen und Kabeln im Niederspannungsnetz